# Trapani (província)
A província de Trapani é uma província italiana da região de Sicília com cerca de 425 121 habitantes, densidade de 139 hab/km².
Está dividida em 24 comunas, sendo a capital Trapani.
Faz fronteira a norte com o Mar Tirreno, a oeste com a província de Palermo, a sudeste com a província de Agrigento, e a sul com o Canal da Sicília. É, portanto, a província mais ocidental da Sicília.